# Fingerbladssläktet
Fingerbladssläktet (Frithia) är ett växtsläkte i familjen Aizoaceae med två arter, fingerblad (Frithia pulchra) och dvärgfingerblad (Frithia humilis), som är endemiska för Sydafrika. Arterna i släktet är fleråriga och är suckulenter, det vill säga har tjocka vattenlagrande blad. 
Fingerblad kan användas som krukväxter.